# Karl von Hoff
Karl (även stavat Carl) Ernst Adolf von Hoff, född 1 november 1771 i Gotha, död där 24 maj 1837, var en tysk geolog.
Hoff, som var president för överkonsistorium i Gotha, vann genom sina geologiska och mineralogiska arbeten ett framstående rum bland sin tids naturforskare. Bland hans arbeten av detta slag märks Geschichte der durch Überlieferung nachgewiesenen natürlichen Veränderungen der Erdoberfläche (tre band, 1822-34, fortsatt med två band av Heinrich Berghaus), vilket innehåller en mycket stor mängd fakta angående jordytans naturliga förändringar. Där uttalas bland annat uttryckligen den åsikten, att de flesta geologiska företeelser kan under antagande av långa tidrymder förklaras ur ännu i vår tid skeende processer.